# Представитель по вопросам свободы СМИ
Представитель по вопросам свободы СМИ — должность в ОБСЕ, учреждённая в 1997 году. Деятельность Представителя можно разделить на две составляющие: наблюдение за ситуацией в области СМИ как часть функции раннего предупреждения и содействие государствам-участникам в соблюдении их обязательств в области свободы выражения мнения и свободы СМИ. Это включает в себя усилия, направленные на обеспечение безопасности журналистов, содействие в развитии плюрализма медиа, поощрение декриминализации диффамации, борьбу с языком ненависти при сохранении свободы выражения мнения, предоставление экспертных оценок законодательства в области СМИ и практики регулирования медиа, поддержка свободы в интернете и содействие процессу перехода с аналогового на цифровое вещание. Представитель также проводит ежегодные региональные медиаконференции с участием журналистов, представителей гражданского общества и органов власти, а также академического сообщества, на которых обсуждаются актуальные вопросы, связанные со свободой СМИ.
Должность занимали:
- Дуве, Фраймут[англ.] (1998—2004)
- Харасти, Миклош (2004—2010)
- Миятович, Дуня (2010—2017)
- Арлем Дезир (2017—2020).[1]
- Тереза Рибейро  (с 2020 года)[2][3]